# Luis Annese
Luis Annese (Acarigua, Portuguesa, Venezuela; 11 de diciembre de 1992) es un futbolista venezolano que juega como delantero en Metropolitanos Fútbol Club de la Primera División de Venezuela.

## Clubes
| Club       | País      | Año             |
| ---------- | --------- | --------------- |
| Monagas SC | Venezuela | 2015-Actualidad |

## Monagas Sport Club

### Torneo Apertura 2016
Para el Torneo Apertura de 2016 continua jugando con el Monagas SC hasta la actualidad. El 14 de febrero anota el primer gol en primera división ante Estudiantes de Mérida, tras una goleada que terminó 4 a 0 a favor del Monagas SC. Para el 6 de marzo, Luis Annese da la victoria al Monagas SC al derrotar 1 por 0 ante Llaneros de Guanare.

### Copa Venezuela y Torneo Clausura 2016
En 28 de junio en el partido perteneciente a la Copa Venezuela 2016, contra el Gran Valencia FC Annese, logra dos goles para el Monagas SC. En el encuentro con el Aragua FC, realizado el 17 de agosto Annese, concreto un gol en el minuto 19, partido que finalizó 2 a 1 a favor del Monagas SC.

### Estadísticas
- Última actualización el 20 de agosto de 2016.
- Basado en estadísticas de Soccerway.

| Equipo      | Temporada | Liga | Liga  | Copas nacionales | Copas nacionales | Copas internacionales | Copas internacionales | Total | Total |
| Equipo      | Temporada | PJ   | Goles | PJ               | Goles            | PJ                    | Goles                 | PJ    | Goles |
| ----------- | --------- | ---- | ----- | ---------------- | ---------------- | --------------------- | --------------------- | ----- | ----- |
| Monagas SC  | 2015      | 0    | 0     | 1                | 2                | 0                     | 0                     | 1     | 2     |
| Monagas SC  | 2016      | 23   | 3     | 1                | 2                | 0                     | 0                     | 24'   | '5'   |
| Monagas SC  | Total     | 23   | 3     | 2                | 4                | 0                     | 0                     | 25    | 7     |
| Trujillanos | 2024      | -    | 11    | -                | -                | -                     | -                     | -     | -     |
| Trujillanos | Total     | 0    | 11    | 0                | 0                | 0                     | 0                     | 0     | 0     |
| Total       | Total     | 23   | 14    | 2                | 4                | 0                     | 0                     | 25    | 7     |